# 鲍里斯·尤里耶维奇
鲍里斯·尤里耶维奇 Борис Юрьевич（?—1159年5月2日），古罗斯王公，别尔哥罗德王公（1149年~1150年），图罗夫王公（1156年~1157年）。 
鲍里斯·尤里耶维奇为著名的苏兹达尔王公尤里·多尔戈鲁基之子，母亲是一位波洛韦茨人的公主。
1149年尤里·多尔戈鲁基第一次夺取基辅大公公位后，他把鲍里斯·尤里耶维奇安插到别尔哥罗德当王公。但很快，随着尤里在基辅被伊贾斯拉夫二世·姆斯季斯拉维奇打败，鲍里斯·尤里耶维奇在别尔哥罗德的统治也垮台了。后来在1156年尤里·多尔戈鲁基第二次当上大公后，鲍里斯·尤里耶维奇获得了图罗夫。但他仅仅当了一年王公就被赶跑，图罗夫落到尤里·雅罗斯拉维奇王公手中。
鲍里斯·尤里耶维奇于1159年在苏兹达尔去世，遗体安葬于圣殉道者鲍里斯和格列布教堂。
| 前任： 斯维亚托斯拉夫·弗谢沃洛多维奇 | 图罗夫王公 | 继任： 尤里·雅罗斯拉维奇 |